# كرد كندي (شاهين دج)
كرد كندي هي قرية في مقاطعة شاهين دج، إيران. عدد سكان هذه القرية هو 588 في سنة 2006.